# Abbaye des Châtelliers
Pour les articles homonymes, voir Abbaye Notre-Dame.
Ne doit pas être confondu avec abbaye Notre-Dame-de-Ré dite des Châteliers.
L'abbaye des Châtelliers est une ancienne abbaye cistercienne  située dans les communes de Fomperron et Chantecorps, dans le canton de Ménigoute (Deux-Sèvres). Un ancien camp fortifié gallo-romain (castellum), en partie retrouvé lors de fouilles en 1889, donna probablement son nom au lieu-dit .

## Histoire

### Fondation
Cette abbaye d'hommes fut fondée en 1119 par Géraud de Salles et fermée en 1791. Après avoir institué une petite vingtaine d'établissements religieux dans l'Ouest de la France (dont Cadouin, en Périgord), cet ermite disciple de Robert d'Arbrissel décéda à deux kilomètres des Châtelliers le 20 avril 1120. Son lieu de décès fut alors dénommé les « Vieux Châtelliers » (actuel hameau de Saint-Giraud, sur la commune de Chantecorps), par opposition au futur emplacement de l'abbaye, dit les « Nouveaux Châtelliers ». Après le transfert de son tombeau dans le chœur de l'abbatiale en 1121, le monastère devint un important centre de pèlerinage, jusqu'à la fin du Moyen Âge. Il fut affilié à l'Ordre cistercien dès 1160 (fille de l'abbaye de Clairvaux).

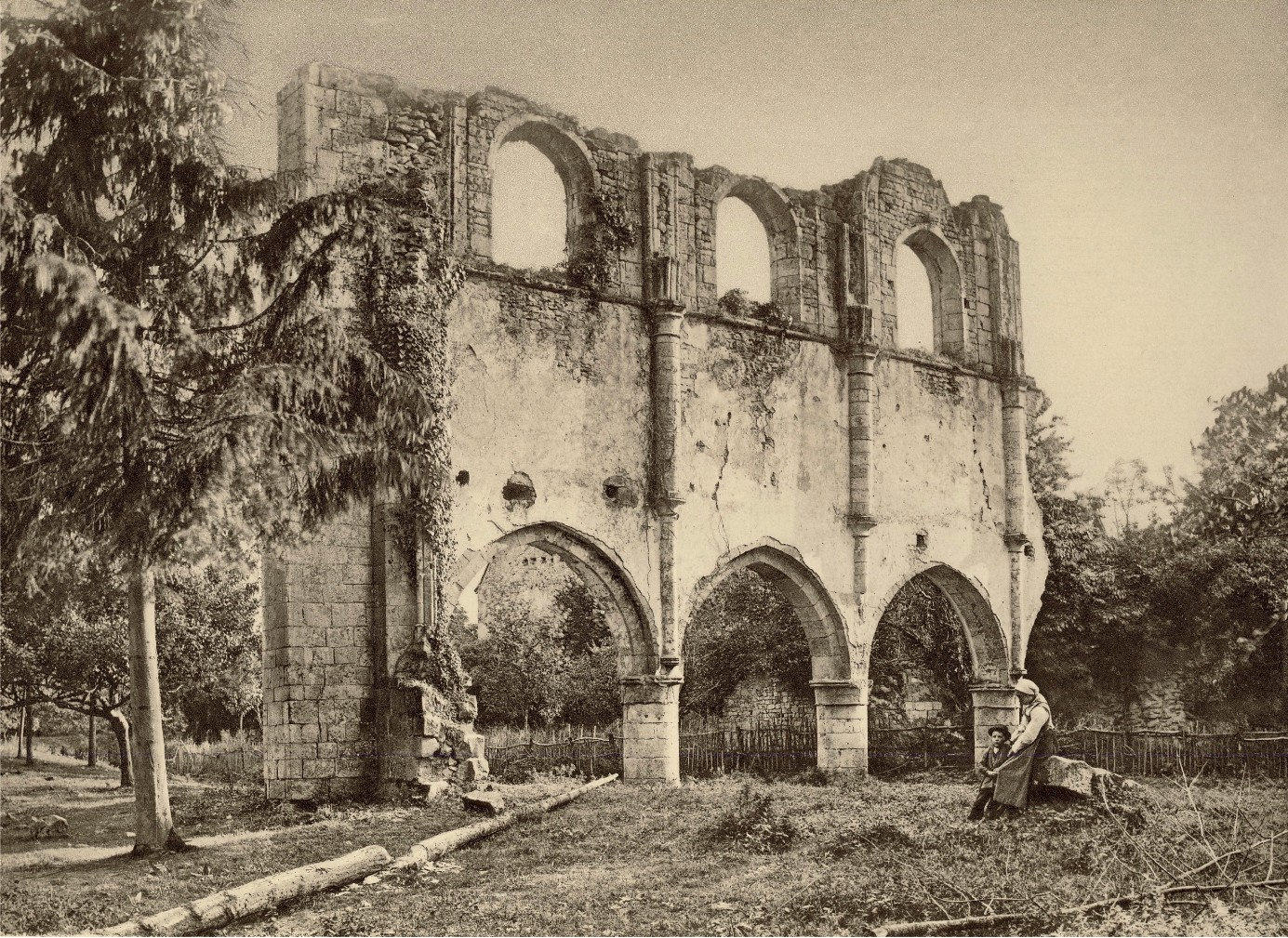
Ruines du chœur (vers 1270) de l'abbatiale des Châtelliers en 1889, par Jules Robuchon ; destruction en 1906.

Les Châtelliers furent une des six abbayes cisterciennes du Poitou : le Pin, la Merci-Dieu, Bonnevaux, l'Étoile et Valence.

### DuXIIIesiècleà la guerre de Cent Ans
Après une première période de construction, vers 1140, l'abbaye sera considérablement embellie dans la seconde moitié du XIIIe siècle, sous l'abbatiat de Thomas. L'église abbatiale devient ainsi un chef-d'œuvre de l'art gothique, notamment pour le vaste chœur abritant le tombeau du fondateur, Géraud (ou Giraud) de Salles. Pendant tout le Moyen Âge les dons financiers et fonciers affluent ; diverses grandes familles revendiquent le titre de donateurs-fondateurs (seigneurs de Rochefort, de Lusignan).
Les troupes anglaises causèrent des dégâts aux bâtiments lors de l'automne 1346 (guerre de Cent Ans). Il semble malgré tout que l'ensemble du monastère était alors assez bien protégé par une enceinte fortifiée, des douves et un donjon.
Parmi les diverses personnalités civiles qui passèrent à cette époque aux Châtelliers, il faut retenir le prince apanagiste du Poitou Jean de Berry, qui aurait offert le clocher de l'abbatiale vers 1400, et la reine Marie d'Anjou. Cette dernière, veuve de Charles VII, y mourut le 29 novembre 1463, de retour d'un pèlerinage à Saint-Jacques-de-Compostelle. Son corps fut inhumé à la nécropole royale de Saint-Denis, et les Châtelliers reçurent le titre honorifique mais prestigieux d’abbaye royale.

### Des guerres de religion à la fermeture
Au cours des guerres de religion, le monastère fut complètement ravagé par les Huguenots (7 novembre 1568). Abbé commendataire des Châtelliers, René de Daillon du Lude fut ainsi puni pour son aide à son frère Guy (gouverneur du Poitou) lors de la défense de Poitiers face au parti protestant. Sa fidélité aux rois Henri III puis Henri IV sera récompensée par le titre de Chevalier de l'Ordre du Saint-Esprit (première promotion 1578) puis par le siège épiscopal de Bayeux en 1591.
Le règne de Louis XIV voit la rénovation de l'église abbatiale et la reconstruction du cloître. L'abbé commendataire François-Armand de Lorraine-Armagnac participe au financement des travaux, habitué par ses origines, ses fonctions et son entourage à un faste certain. Pendant tout le XVIIIe siècle les bâtiments conventuels seront peu à peu reconstruits et embellis, avec d'importants moyens financiers; les revenus fonciers du monastère étant alors supérieurs à ceux des cinq autres abbayes cisterciennes poitevines réunis.
Comme partout en France, les moines quittèrent les Châtelliers en 1791, lors de la confiscation des biens du clergé comme biens nationaux.

### DuXIXesiècleaux années 1930
Au XIXe siècle l'ensemble de l'ancien monastère fut la propriété de la famille Garran de Balzan, qui fit raser la majeure partie de l'abbatiale, deux galeries du cloître, l'aile Est des bâtiments conventuels et l'ancien "palais" des abbés commendataires. Jusqu'en 1904 les Châtelliers abritèrent les  collections de cette importante famille poitevine, qui compta parmi ses membres un sénateur, des avocats et divers maires des environs. 
Ces riches collections étaient composées de mobilier, de livres des XVe et XVIe siècles et d'objets d'art, notamment d'importantes séries de tapisseries des Flandres et d'Aubusson. Ces collections, les imposantes ruines gothiques de l'abbatiale et les bâtiments transformés en château furent étudiés et publiés par le célèbre historien de l'art Mgr Xavier Barbier de Montault,,,. Ce prélat réalisa aussi d'importantes fouilles archéologiques, avec l'aide d'Émile Espérandieu, futur membre de l'Institut de France.
À partir de 1903-1905, à la suite de revers de fortune, le comte Alphonse Garran de Balzan vendit peu à peu ses collections aux enchères, puis se sépara des bâtiments principaux. Rachetés par des agriculteurs et des marchands de matériaux, ils furent peu à peu rasés, jusqu'en 1933.

### État actuel (mars 2014)

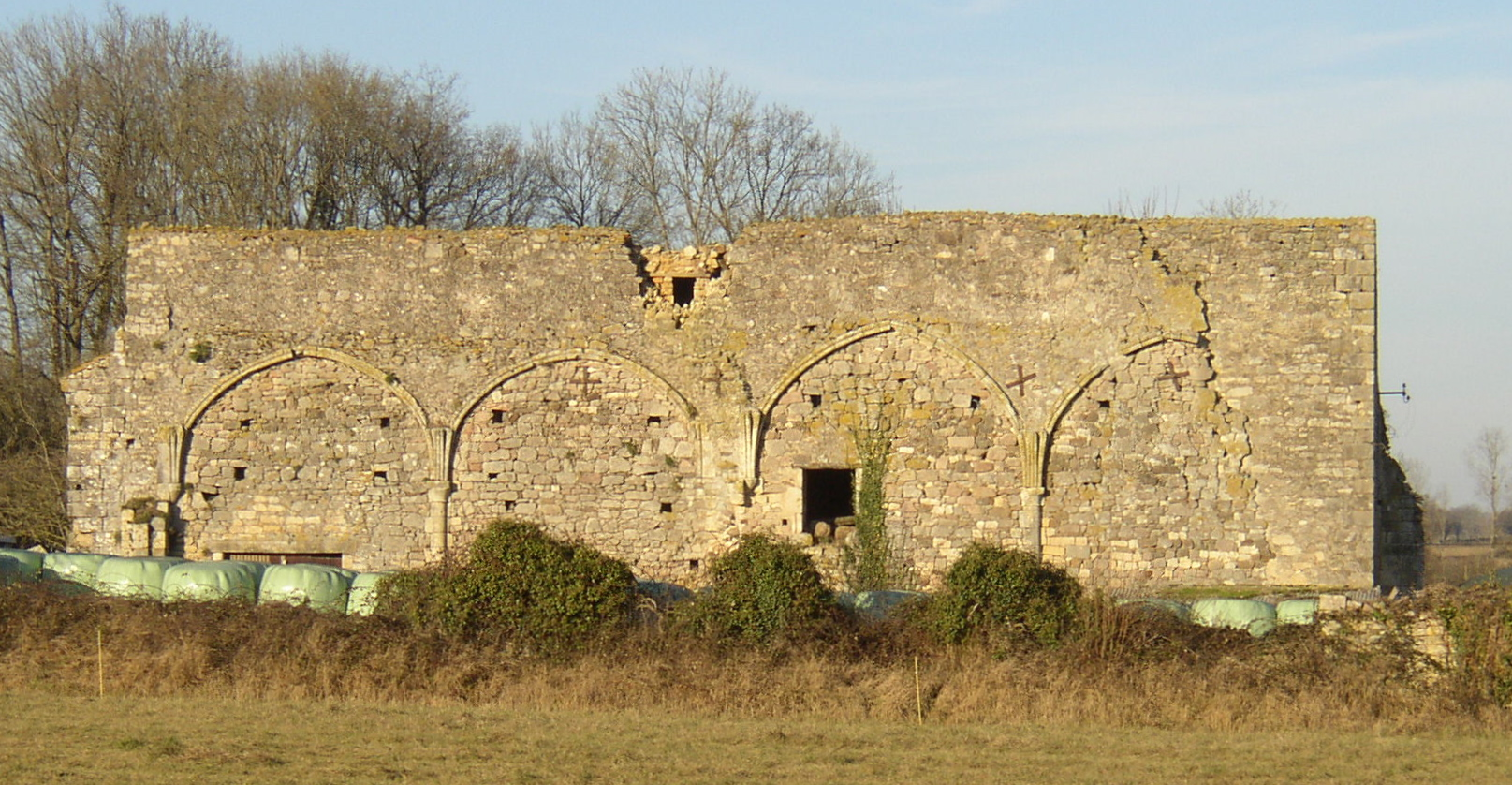
Ruines du mur sud (vers 1270) de l'ancienne chapelle des hôtes, abbaye des Châtelliers, état en 2014 (depuis 2007).

Aujourd'hui divisé entre trois propriétaires, le site des Châtelliers est privé et ne se visite pas. Il présente toujours les principales caractéristiques cisterciennes : isolement géographique au creux d'un vallon, ruisseaux canalisés, étangs (dont le plus vaste couvre 24 ha) et espaces boisés.

#### Sur la commune de Chantecorps
À la suite de la destruction en 1974 du pigeonnier (XVIIe siècle), puis de l'hôtellerie des pèlerins en 1989 (XVe et XVIIe siècles), les vestiges actuels sont en péril. Le site n'est en effet toujours pas protégé comme monument historique. Un arrêté ministériel en date du 26 avril 1946 a inscrit le Grand étang des Châtelliers, ainsi que les parcelles limitrophes sud, au titre de la loi du 2 mai 1930 relative à la protection des monuments naturels et des sites de caractère artistique, historique, scientifique, légendaire ou pittoresque. Sont donc ainsi théoriquement protégés, uniquement sur la commune de Chantecorps, les anciens bâtiments dits des frères convers. Un beau mur à quatre grandes arcades gothiques (vers 1270) correspond à l'ancienne chapelle des hôtes, accolée à l'ancienne auberge des pèlerins (XVIIe siècle). Un portail d'honneur est encore en place ; il fut réalisé vers 1800-1850 par la famille Garran de Balzan, propriétaire les lieux, avec des pierres de l'abbatiale gothique et une grille en fer forgé datée du XVIIe siècle et provenant du Palais de justice de Poitiers. 

#### Sur la commune de Fomperron
Un grand pré recouvre l'emplacement de l'ancienne église abbatiale, du cloître et des bâtiments conventuels. Subsiste seulement un bel édifice sur deux niveaux, et qui fut, selon le plan traditionnel des abbayes cisterciennes, l'infirmerie des moines (XVe et XVIIIe siècles). Les puissants contreforts en granite et les huit ouvertures de la façade ouest présentent un bel appareillage. La magnifique charpente, qui peut être datée des années 1700, présente une forme de carène de bateau renversé. Au nord-ouest de cet imposant bâtiment, le puits du cloître et le parapet de l'ancienne terrasse d'honneur précédée d'un petit pont (XVIIe siècle) sont les ultimes témoins du lieu. 

#### Œuvres d'art provenant des Châtelliers
Divers tableaux (classés monument historique) des XVIIe et XVIIIe siècles provenant de l'abbatiale et du réfectoire des moines des Châtelliers ornent depuis le début du XIXe siècle les églises Notre-Dame et Saint-André de Niort et Saint-Médard de Thouars. 
Les églises de Curzay-sur-Vonne (Vienne) et Sainte-Néomaye (Deux-Sèvres) abritent chacune une cloche de 1697 du fondeur lorrain Nicolas Aubry, et provenant de l'abbatiale et du campanile des Châtelliers (classées monument historique).
Les réserves des musées de Poitiers, Niort, Parthenay, Saumur, Dijon et Cluny (musée national du Moyen Âge, à Paris) conservent des carrelages émaillés gothiques retrouvés lors d'importantes fouilles effectuées aux Châtelliers entre 1888 et 1890. Ces fouilles furent reprises en 1959 et 1964 par dom Jean Coquet, bénédictin de l'abbaye Saint-Martin de Ligugé. En 1969, l'archéologue et historien poitevin François Eygun fit une importante campagne photographique aux Châtelliers.

## Abbés

### Abbés réguliers
- 1119-1140 : Géraud de Salles.
- 1250 : Thomas.

### Abbés commendataires
- 1562 : Jean-Baptiste Tiercelin, cède en 1562.
- 1562-1600 : René de Daillon du Lude (?-1600).
- 1600-
- ? : François-Armand de Lorraine-Armagnac (1665-1728).